# Happier Than Ever, The World Tour

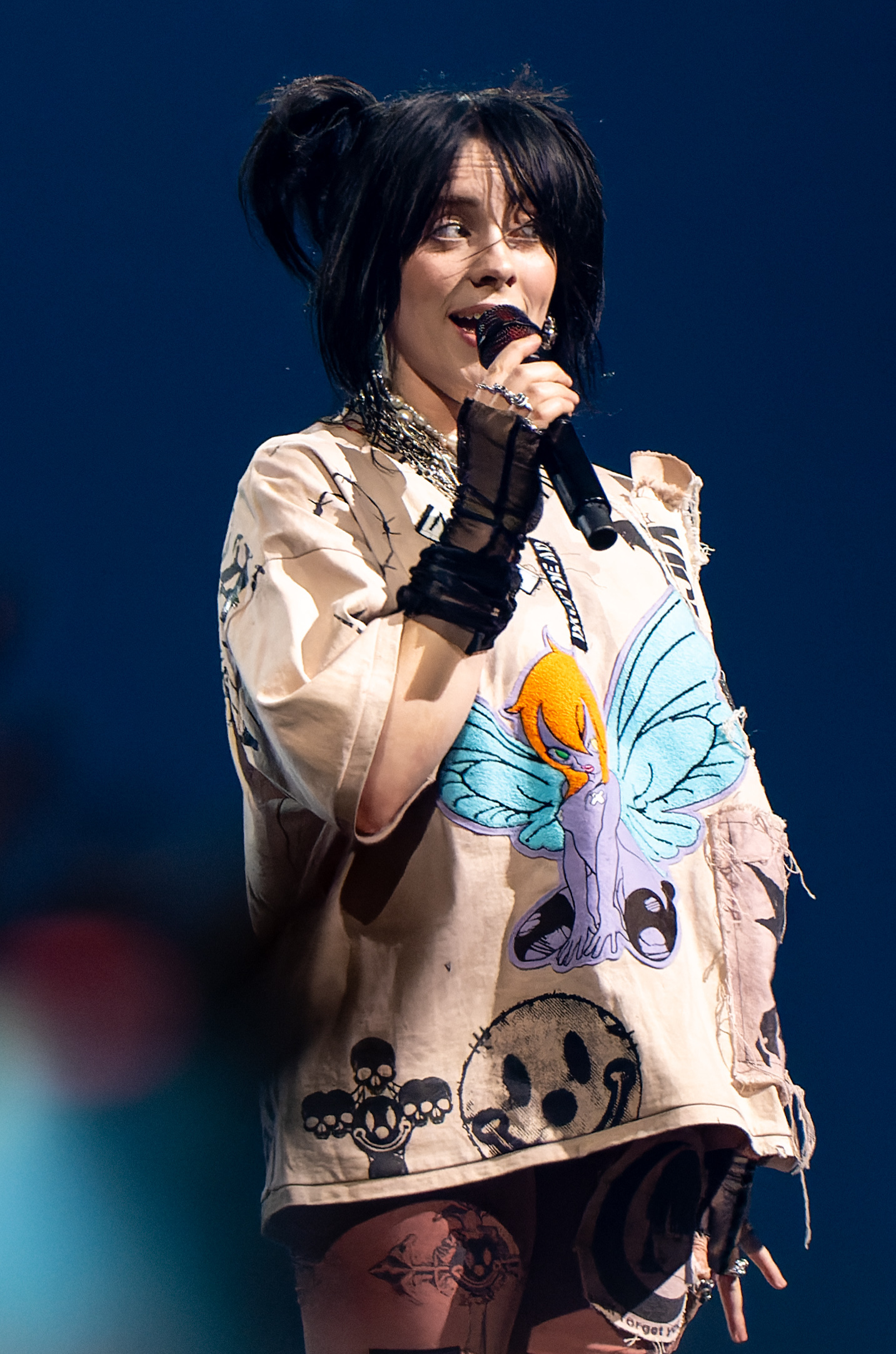
Billie Eilish, 2022

Happier Than Ever, The World Tour es la quinta gira a nivel mundial de conciertos de la cantante y compositora de Estados Unidos Billie Eilish junto con su segundo álbum de estudio Happier Than Ever. La gira comenzó el 3 de febrero de 2022 en Nueva Orleans, Estados Unidos y terminó el 27 de agosto de 2023 en Reading, Reino Unido.

## Antecedentes
Eilish anunció la gira a través de un video de YouTube el 21 de mayo de 2021, y publicó las fechas de Norteamérica y Europa el 26 de mayo. Tiempo después anunció las fechas en Oceanía, agregando más conciertos por alta demanda.
WILLOW iba a hacer la telonera de los 13 shows y uno en el Forum, pero por razones desconocidas no pudo estar en los primeros 4 shows, por lo que iba a ser sustituida por Dora Jar, pero dio positivo a COVID-19 momentos antes del primer concierto, quedando éste sin telonero. Tkay Maidza reemplazó a Dora Jar en los siguientes 3 conciertos.

## Lista de canciones
1. Bury a Friend
2. I Didn't Change My Number
3. NDA
4. Therefore I Am
5. my strange addiction
6. Idontwannabeyouanymore
7. Lovely
8. You Should See Me in a Crown
9. Billie Bossa Nova
10. GOLDWING
11. Halley's Comet
12. Oxytocin
13. Ilomilo
14. Your Power
15. Male Fantasy
16. OverHeated
17. Ocean Eyes
18. Bored
19. Getting Older
20. Lost Cause
21. When the Party's Over
22. All the Good Girls Go to Hell
23. Everything I Wanted
24. Bad Guy
25. Happier Than Ever

## Fechas
| Fecha                    | Ciudad            | País           | Recinto                       | Teloneros       | Entradas vendidas / Disponibles | Recaudación |
| ------------------------ | ----------------- | -------------- | ----------------------------- | --------------- | ------------------------------- | ----------- |
| Norteamérica             |                   |                |                               |                 |                                 |             |
| 3 de febrero de 2022     | Nueva Orleans     | Estados Unidos | Smoothie King Center          | —               | 12,113 / 12,113                 | $1,419,620  |
| 5 de febrero de 2022     | Atlanta           | Estados Unidos | State Farm Arena              | Tkay Maidza     | 11,486 / 11,486                 | $1,384,894  |
| 6 de febrero de 2022     | Charlotte         | Estados Unidos | Spectrum Center               | Tkay Maidza     | —                               | —           |
| 8 de febrero de 2022     | Pittsburgh        | Estados Unidos | PPG Paints Arena              | Tkay Maidza     | 12,297 / 12,402                 | $1,284,679  |
| 9 de febrero de 2022     | Washington D. C.  | Estados Unidos | Capital One Arena             | Tkay Maidza     | 13,073 / 13,367                 | $1,672,736  |
| 10 de febrero de 2022    | University Park   | Estados Unidos | Bryce Jordan Center           | Tkay Maidza     | —                               | —           |
| 12 de febrero de 2022    | Búfalo            | Estados Unidos | KeyBank Center                | Dora Jar        | —                               | —           |
| 13 de febrero de 2022    | Filadelfia        | Estados Unidos | Wells Fargo Center            | Dora Jar        | 12,495 / 12,495                 | $1,600,257  |
| 15 de febrero de 2022    | Long Island       | Estados Unidos | UBS Arena                     | Dora Jar        | 11,084 / 11,084                 | $1,169,337  |
| 18 de febrero de 2022    | Nueva York        | Estados Unidos | Madison Square Garden         | Dora Jar        | 26,976 / 26,976                 | $3,927,430  |
| 19 de febrero de 2022    | Nueva York        | Estados Unidos | Madison Square Garden         | Dora Jar        | 26,976 / 26,976                 | $3,927,430  |
| 20 de febrero de 2022    | Boston            | Estados Unidos | TD Garden                     | Dora Jar        | 12,910 / 12,910                 | $1,698,934  |
| 22 de febrero de 2022    | Newark            | Estados Unidos | Prudential Center             | Dora Jar        | 12,511 / 12,511                 | $1,499,947  |
| 8 de marzo de 2022       | Birmingham        | Estados Unidos | Legacy Arena                  | Duckwrth        | —                               | —           |
| 9 de marzo de 2022       | Nashville         | Estados Unidos | Bridgestone Arena             | Duckwrth        | 13,434 / 13,434                 | $1,833,934  |
| 11 de marzo de 2022      | Louisville        | Estados Unidos | Yum! Center                   | Duckwrth        | 16,003 / 16,003                 | $1,714,580  |
| 12 de marzo de 2022      | Detroit           | Estados Unidos | Little Caesars Arena          | Duckwrth        | —                               | —           |
| 14 de marzo de 2022      | Chicago           | Estados Unidos | United Center                 | Duckwrth        | 13,852 / 13,852                 | $1,770,396  |
| 15 de marzo de 2022      | Saint Paul        | Estados Unidos | Xcel Energy Center            | Duckwrth        | —                               | —           |
| 16 de marzo de 2022      | Omaha             | Estados Unidos | CHI Health Center             | Duckwrth        | 14,496 / 14,496                 | $1,598,248  |
| 19 de marzo de 2022      | Denver            | Estados Unidos | Ball Arena                    | Duckwrth        | —                               | —           |
| 21 de marzo de 2022      | Salt Lake City    | Estados Unidos | Vivint Arena                  | Duckwrth        | —                               | —           |
| 24 de marzo de 2022      | Vancouver         | Canadá         | Rogers Arena                  | Duckwrth        | —                               | —           |
| 25 de marzo de 2022      | Seattle           | Estados Unidos | Climate Pledge Arena          | Duckwrth        | 28,554 / 28,554                 | $3,980,733  |
| 26 de marzo de 2022      | Seattle           | Estados Unidos | Climate Pledge Arena          | Duckwrth        | 28,554 / 28,554                 | $3,980,733  |
| 29 de marzo de 2022      | San Francisco     | Estados Unidos | Chase Center                  | Duckwrth        | 12,967 / 13,207                 | $1,600,289  |
| 30 de marzo de 2022      | Sacramento        | Estados Unidos | Golden 1 Center               | Duckwrth        | 13,579 / 13,579                 | $1,670,124  |
| 1 de abril de 2022       | Las Vegas         | Estados Unidos | T-Mobile Arena                | Duckwrth        | 14,772 / 14,772                 | $1,884,691  |
| 2 de abril de 2022       | Phoenix           | Estados Unidos | Gila River Arena              | Duckwrth        | 27,068 / 27,068                 | $3,758,290  |
| 3 de abril de 2022       | Phoenix           | Estados Unidos | Gila River Arena              | Duckwrth        | 27,068 / 27,068                 | $3,758,290  |
| 6 de abril de 2022       | Inglewood         | Estados Unidos | The Forum                     | Duckwrth        | 41,321 / 41,321                 | $5,715,143  |
| 8 de abril de 2022       | Inglewood         | Estados Unidos | The Forum                     | Dora Jar        | 41,321 / 41,321                 | $5,715,143  |
| 9 de abril de 2022       | Inglewood         | Estados Unidos | The Forum                     | Dora Jar        | 41,321 / 41,321                 | $5,715,143  |
| 16 de abril de 2022      | Indio             | Estados Unidos | Empire Polo Club              | Festival        | Festival                        | Festival    |
| 23 de abril de 2022      | Indio             | Estados Unidos | Empire Polo Club              | Festival        | Festival                        | Festival    |
| Europa                   |                   |                |                               |                 |                                 |             |
| 3 de junio de 2022       | Belfast           | Irlanda        | Odyssey Arena                 | Jessie Reyez    | 9,259 / 9,549                   | $880,418    |
| 4 de junio de 2022       | Dublín            | Irlanda        | 3Arena                        | Jessie Reyez    | 24,033 / 24,305                 | $2,134,567  |
| 5 de junio de 2022       | Dublín            | Irlanda        | 3Arena                        | Jungle          | 24,033 / 24,305                 | $2,134,567  |
| 7 de junio de 2022       | Mánchester        | Reino Unido    | Manchester Arena              | Jessie Reyez    | —                               | —           |
| 8 de junio de 2022       | Mánchester        | Reino Unido    | Manchester Arena              | Jungle          | —                               | —           |
| 10 de junio de 2022      | Londres           | Reino Unido    | The O2 Arena                  | Jessie Reyez    | 18,000 / 18,000                 | __          |
| 11 de junio de 2022      | Londres           | Reino Unido    | The O2 Arena                  | Jessie Reyez    | 18,000 / 18,000                 | __          |
| 12 de junio de 2022      | Londres           | Reino Unido    | The O2 Arena                  | Jessie Reyez    | 18,000 / 18,000                 | __          |
| 14 de junio de 2022      | Glasgow           | Reino Unido    | The SSE Hydro                 | Jessie Reyez    | 12,803 / 12,803                 | $1,160,754  |
| 15 de junio de 2022      | Birmingham        | Reino Unido    | Utilita Arena                 | Jessie Reyez    | —                               | —           |
| 16 de junio de 2022      | Londres           | Reino Unido    | The O2 Arena                  | Jungle          | —                               | —           |
| 18 de junio de 2022      | Ámsterdam         | Países Bajos   | Ziggo Dome                    | Jessie Reyez    | —                               | —           |
| 19 de junio de 2022      | Fráncfort         | Alemania       | Festhalle                     | Jessie Reyez    | 10,772 / 10,772                 | $868,130    |
| 21 de junio de 2022      | Colonia           | Alemania       | Lanxess Arena                 | Jessie Reyez    | 15,645 / 15,645                 | $1,147,216  |
| 22 de junio de 2022      | París             | Francia        | Accor Arena                   | Jessie Reyez    | 13,492 / 13,492                 | $1,028,704  |
| 24 de junio de 2022      | Pilton            | Reino Unido    | Worthy Farm                   | Festival        | Festival                        | Festival    |
| 25 de junio de 2022      | Londres           | Reino Unido    | The O2 Arena                  | Arlo Parks      | —                               | —           |
| 26 de junio de 2022      | Londres           | Reino Unido    | The O2 Arena                  | Girl in Red     | —                               | —           |
| 28 de junio de 2022      | Amberes           | Bélgica        | Sportpaleis                   | Jessie Reyez    | —                               | —           |
| 30 de junio de 2022      | Berlín            | Alemania       | Mercedes-Benz Arena           | Jessie Reyez    | —                               | —           |
| 2 de julio de 2022       | Zúrich            | Suiza          | Hallenstadion                 | Jessie Reyez    | 13,000 / 13,000                 | $1,528,765  |
| Asia                     |                   |                |                               |                 |                                 |             |
| 13 de agosto de 2022     | Manila            | Filipinas      | SM Mall of Asia Arena         |                 | 14,500 / 14,500                 | —           |
| 15 de agosto de 2022     | Seúl              | Corea del Sur  | Gocheok Sky Dome              | 25,000 / 25,000 | —                               |             |
| 18 de agosto de 2022     | Kuala Lumpur      | Malasia        | Estadio Nacional Bukit Jalil  | 25,000 / 25,000 | —                               |             |
| 21 de agosto de 2022     | Singapur          | Singapur       | Estadio Nacional de Singapur  | 30,000 / 30,000 | —                               |             |
| 24 de agosto de 2022     | Bangkok           | Tailandia      | Impact Arena                  | 10,000 / 10,000 | —                               |             |
| 26 de agosto de 2022     | Tokio             | Japón          | Ariake Arena                  | 11,500 / 11,500 | —                               |             |
| Oceanía                  |                   |                |                               |                 |                                 |             |
| 8 de septiembre de 2022  | Auckland          | Nueva Zelanda  | Spark Arena                   | Dora Jar        | 36,151 / 36,151                 | $3,579,366  |
| 9 de septiembre de 2022  | Auckland          | Nueva Zelanda  | Spark Arena                   | Dora Jar        | 36,151 / 36,151                 | $3,579,366  |
| 10 de septiembre de 2022 | Auckland          | Nueva Zelanda  | Spark Arena                   | Dora Jar        | 36,151 / 36,151                 | $3,579,366  |
| 13 de septiembre de 2022 | Sídney            | Australia      | Qudos Bank Arena              | Dora Jar        | 48,049 / 48,049                 | $5,057,316  |
| 14 de septiembre de 2022 | Sídney            | Australia      | Qudos Bank Arena              | Dora Jar        | 48,049 / 48,049                 | $5,057,316  |
| 15 de septiembre de 2022 | Sídney            | Australia      | Qudos Bank Arena              | Sampa the Great | 48,049 / 48,049                 | $5,057,316  |
| 17 de septiembre de 2022 | Brisbane          | Australia      | Brisbane entertainment Centre | Sampa the Great | 33,897 / 33,897                 | $3,447,322  |
| 18 de septiembre de 2022 | Brisbane          | Australia      | Brisbane entertainment Centre | Sampa the Great | 33,897 / 33,897                 | $3,447,322  |
| 19 de septiembre de 2022 | Brisbane          | Australia      | Brisbane entertainment Centre | Dora Jar        | 33,897 / 33,897                 | $3,447,322  |
| 22 de septiembre de 2022 | Melbourne         | Australia      | Rod Laver Arena               | Dora Jar        | 54,759 / 54,759                 | $7,483,178  |
| 23 de septiembre de 2022 | Melbourne         | Australia      | Rod Laver Arena               | Dora Jar        | 54,759 / 54,759                 | $7,483,178  |
| 24 de septiembre de 2022 | Melbourne         | Australia      | Rod Laver Arena               | Sampa the Great | 54,759 / 54,759                 | $7,483,178  |
| 26 de septiembre de 2022 | Melbourne         | Australia      | Rod Laver Arena               | Sampa the Great | 54,759 / 54,759                 | $7,483,178  |
| 29 de septiembre de 2022 | Perth             | Australia      | RAC Arena                     | Sampa the Great | 28,869 / 28,869                 | $2,716,658  |
| 30 de septiembre de 2022 | Perth             | Australia      | RAC Arena                     | Sampa the Great | 28,869 / 28,869                 | $2,716,658  |
| América Del Norte        |                   |                |                               |                 |                                 |             |
| 13 de diciembre de 2022  | Los Ángeles       | Estados Unidos | Kia Forum                     | —               | —                               | —           |
| 15 de diciembre de 2022  | Los Ángeles       | Estados Unidos | Kia Forum                     | —               | —                               | —           |
| 16 de diciembre de 2022  | Los Ángeles       | Estados Unidos | Kia Forum                     | —               | —                               | —           |
| Sudamérica               |                   |                |                               |                 |                                 |             |
| 17 de marzo de 2023      | Santiago de Chile | Chile          | Parque Bicentenario           | Festival        | Festival                        | Festival    |
| 19 de marzo de 2023      | Buenos Aires      | Argentina      | Hipódromo de San Isidro       | Festival        | Festival                        | Festival    |
| 22 de marzo de 2023      | Luque             | Paraguay       | Parque Olímpico               | Festival        | Festival                        | Festival    |
| 24 de marzo de 2023      | São Paulo         | Brasil         | Interlagos Racetrack          | Festival        | Festival                        | Festival    |
| 26 de marzo de 2023      | Bogotá            | Colombia       | Campo de Golf Briceño         | Festival        | Festival                        | Festival    |
| Norteamérica             |                   |                |                               |                 |                                 |             |
| 30 de marzo de 2023      | Ciudad de México  | México         | Foro Sol                      | Omar Apollo     | 65,000 / 65,000                 | —           |
| 31 de marzo de 2023      | Monterrey         | México         | Parque Fundidora              | Festival        | Festival                        | Festival    |
| 2 de abril de 2023       | Guadalajara       | México         | Arena VFG                     | Omar Apollo     | —                               | —           |
| 3 de agosto              | Chicago           | Estados Unidos | Grant Park                    | Festival        | Festival                        | Festival    |
| 5 de agosto              | Montreal          | Canadá         | Parque Jean-Drapeau           | Festival        | Festival                        | Festival    |
| Europa                   |                   |                |                               |                 |                                 |             |
| 15 de agosto de 2023     | Budapest          | Hungría        | Isla de Óbuda                 | Festival        | Festival                        | Festival    |
| 25 de agosto de 2023     | Leeds             | Reino Unido    | Brahmam Park                  | Festival        | Festival                        | Festival    |
| 27 de agosto de 2023     | Reading           | Reino Unido    | Little John's Farm            | Festival        | Festival                        | Festival    |

### Conciertos cancelados o reprogramados
| Fecha                 | Ciudad           | País   | Recinto          | Estado       | Motivo                                  |
| --------------------- | ---------------- | ------ | ---------------- | ------------ | --------------------------------------- |
| 15 de febrero de 2022 | Montreal         | Canadá | Centre Bell      | Pospuesto    | debido a las pautas locales de COVID-19 |
| 16 de febrero de 2022 | Toronto          | Canadá | Scotiabank Arena | Pospuesto    | debido a las pautas locales de COVID-19 |
| 29 de marzo de 2023   | Ciudad de México | México | Foro Sol         | Reprogramado | Problemas meteorológicos y de sonido    |